# Luz del Alba Rubio
Luz del Alba Rubio Buda (Maldonado, 3 de marzo  es una soprano uruguaya, italiana y estadounidense.

## Biografía
Nació en el departamento de Maldonado (Uruguay) y reside en Punta del Este, de donde es embajadora cultural. Comenzó sus estudios en la Escuela Universitaria de Música. En 1992, como integrante del ensemble de música barroca "De Profundis", realizó una gira por Europa representando a Uruguay en la Exposición Universal de Sevilla y visitando diferentes países (Dinamarca, Austria, Alemania y Suiza). Fue entonces cuando decidió quedarse en Europa y no regresar, pues su meta era la de convertirse en cantante de ópera. 
Hizo una audición en el Conservatorio de Ginebra y fue aceptada en el 5º año superior de canto donde cursó Superioritè du Chant. Mientras estudiaba canto en Suiza, trabajaba también como cantante del coro del teatro de Ginebra. Luego de obtener su diploma, partió a Perugia, Italia, a estudiar con la cantante española mezzosoprano Carmen González. 
Hizo su debut internacional en el Festival de verano de Fráncfort del Meno y Maguncia en Alemania en 1998. Su debut en los Estados Unidos en 2000 fue como invitada de Plácido Domingo en la Opera de Washington como Flower Maiden, en Parsifal, junto a Domingo, con regia de Roberto Oswald y dirección de Heinz Fricke. Sucesivamente allí realizó los roles protágonicos de Antonia y Giullieta en Los cuentos de Hoffmann, con dirección de Emanuel Villaume y regia de Marta Domingo, y la Frasquita de Carmen, cantando junto a Jennifer Larmore con dirección orquestal de Plácido Domingo. Como Antonia, además, se la pudo apreciar en las óperas 
de Cleveland e interpretó a Olympia en la ópera de Palm Beach bajo la dirección del maestro Julius Rudel, en la ópera de Varsovia bajo la dirección de Henry Kupfer cantó los tres roles simultáneamente.
Ha realizado numerosos recitales en Uruguay, Buenos Aires, New York, Brasil, Italia, España, Francia, Alemania, Suiza, Grecia, Dinamarca, China. Fue invitada a las Operas de Cleveland, Palm Beach, Orlando, Nueva York, Baltimore, Hawái, Nueva Orleans, Canadá, Tenerife, Viena, Berlín, "La Fenice" de Venezia,Roma, Nápoles, Teatro Colón,donde representó roles como Antonia, Lakme, Gilda, Violeta, Susanna, Olympia, Reina de la Noche, Lucía de Lammermoor,Alcina.
Trabajó junto a orquestas como la del Teatro de Turín, Radio de Praga, San Remo, Regional del Lazio, de San Marino, Teatro de Niza, de San Petersburgo, Nacional de Copenhague, Sinfónica de Múnich, Polonia, China (Pekín, Hong Kong, Hangzhou, Shanghái) bajo la dirección de prestigiosos maestros.
Fue galardonada con los Premios “Oscar del Suceso”, “Paladino” (Siracusa 2005), “Punta del Este”, “Brissago”, “Etrusco”, “Cittá di Roma”, “Embajadora Cultural de Maldonado” y “Ambasciatrice nel mondo di Mompeo, Rieti”, "Embajadora del Medio Ambiente" por ACEF [(All China Environmental Federation)] China.
El 7 de enero de 2011 inauguró las primeras celebraciones del Bicentenario del Proceso de Emancipación Oriental del Uruguay en Punta del Este, con la gala "Sopranos Latinas”, en el marco de la segunda edición del festival lírico del cual es ideadora y Presidente “PuntaClaSsic”, acompañada por las cantantes líricas Eugenia Garza de México y Claudia Riccitelli de Brasil, con la puesta en escena completa de La bohème, de Giacomo Puccini.
En agosto de 2011 realiza el Concierto de las 3 Sopranos Mundiales por el cuidado del Medio Ambiente en el Gran Salón del Pueblo en Pekín, por primera vez abierto a un evento cultural en su milenaria historia.
Fundadora de la Fundaciòn Amigos de PuntaClassic que por primera vez llevó la ópera al interior del Uruguay. En enero de 2010 se representan por primera vez "La Traviata" al aire libre en forma escénica y completa de orquesta y coros con las direcciones de Michael Capasso y César Tello.
El 1 de marzo de 2020 tiene el alto honor de cantar el Himno Nacional en el Parlamento uruguayo en la toma de mando del Presidente Luis Lacalle Pou. Solicita interpretarlo en la tonalidad original que fue compuesto y se convierte en la primera mujer que interpretó el Himno Nacional y en tonalidad original.